# رابرت گوزا جونیور
رابرت گوزا جونیور (انگلیسی: Robert Guza Jr.) فیلم‌نامه‌نویس و تهیه‌کننده تلویزیونی اهل ایالات متحده آمریکا است.
از فیلم‌ها یا مجموعه‌های تلویزیونی که وی در آن‌ها نقش داشته‌است، می‌توان به پرده‌ها، سانست بیچ، سانتا باربارا و بیمارستان عمومی اشاره نمود.